# 櫛笥賀子
櫛笥賀子（くしげ よしこ，1675年—1710年1月28日、江戶時代中期女院。東山天皇的後宮、中御門天皇的生母。初名慶子，其父櫛笥隆慶改名櫛笥隆賀，她也改名賀子。

## 生平
延宝三年出生，入宫後为勾当内侍，经历掌侍为典侍。为東山天皇生下慶仁親王（中御門天皇）、閑院宮直仁親王等5皇子1皇女。東山天皇让位後，号一条局・四条局。
宝永六年（1709年）叙从三位，同年十二月廿九，以三十五岁歳薨去。墓所在京都上京区廬山寺。追贈从二位，翌年宝永七年（1710年）追贈准后，院号新崇賢門院。

## 系譜
- 父： 内大臣櫛笥隆賀（たかよし、1652-1733）
  - 初名实廉、隆慶。園池宗朝之子，櫛笥隆致之孫。最終至从一位内大臣。
- 母： 大納言西洞院時成之女
- 義弟： 櫛笥隆成 - 隆賀養嗣子。生父鷲尾隆尹。
- 弟： 櫛笥隆兼 - 隆成養嗣子。子隆秀。
- 弟： 八条隆英 - 八条家祖。